# Меїр Банай

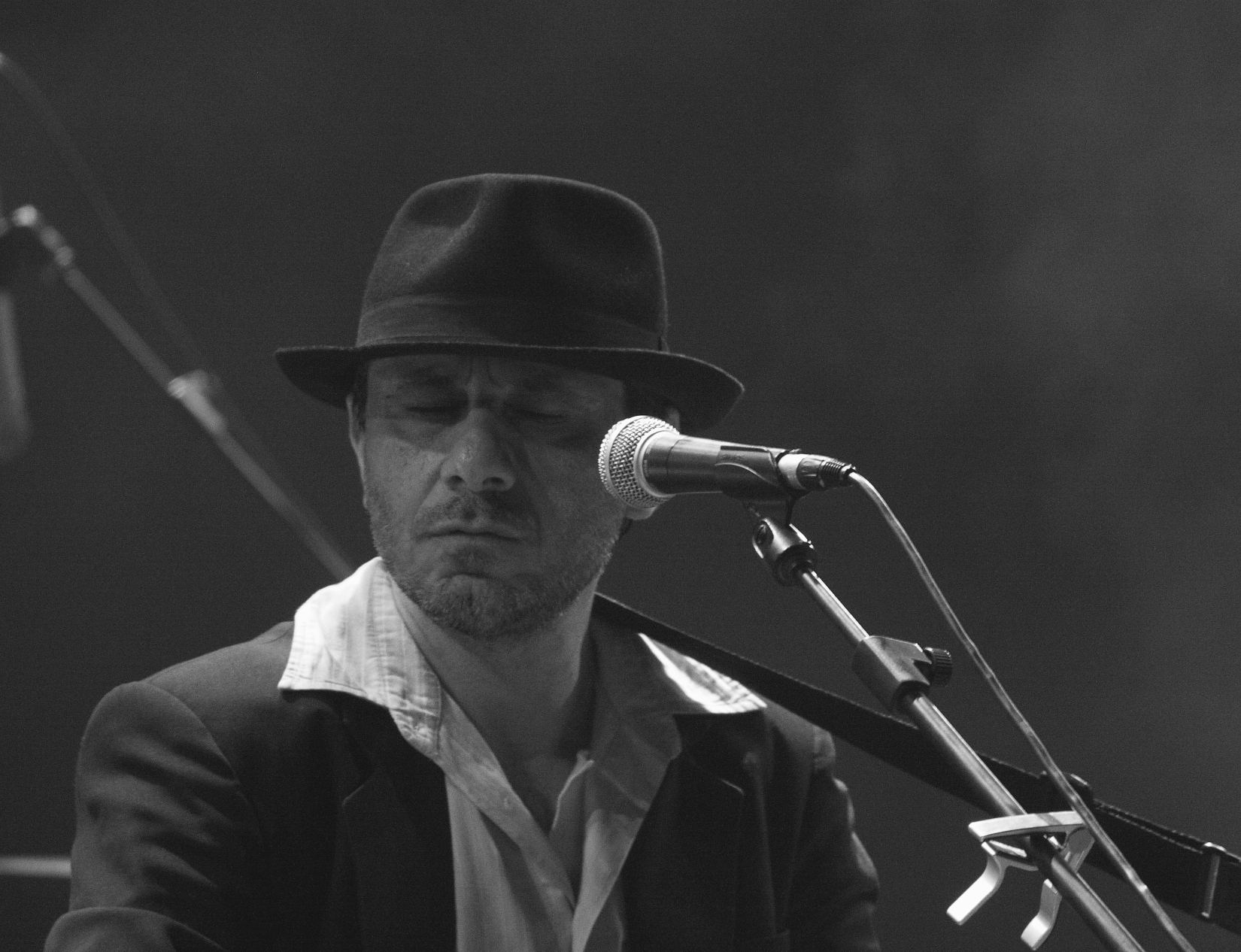
Меїр Банай (серпень 2009 року)

Меїр Банай (івр. מֵאִיר בַּנַאי; 5 липня 1961 — 12 січня 2017) — ізраїльський музикант, співак та автор пісень .

## Біографія
Меїр Банай народився у місті Єрусалим у традиційній єврейській родині, серед членів якої є співаки та актори. Його батьком був Яаків Банай, а дядьком — Йосі Банай. Дитинство провів у місті Беер-Шева.
Хлопець почав грати на гітарі із 17 років, а першу свою пісню назвав на честь молодшого брата Евіатара — «Евіатар». Перший альбом випустив у 23 роки, продавши 5 тисяч копій, а вже його другий альбом отримав статус «золотого» (було продано 20 тисяч копій). 1992 року вийшла пісня «Ворота милосердя», яка стала хітом, а 1999 року він із співаком Аркадієм Духіним працював над туром, і випустив мініальбом «Доміно», до якого увійшла композиція «Коротка любов». Ще раз Аркадій Духін та Банай виступили разом у квітні 2009 року.
Меїр Банай знімався та писав музику до таких стрічок як: «Розрив», «Остання відпустка» (1989), «Не включаючи обслуговування» (1991), «Погриміти кліткою» (2001), «Єрусалимська суміш» (2003) та «Шаббати та вихідні» (2004). У березні 2004 року Банай дебютував у США, виступивши у Макорі у Нью-Йорку[джерело?].
2007 року він випустив альбом «Почуй мій голос» (івр. שמע קולי) із традиційними єврейськими текстами та молитвами та сучасною музикою його авторства. Його сингл «Тобі, Господи» (івр. לך אלי) став хітом одразу після випуску. Haaretz написав, що Банай у деяких піснях свого «чудового „єврейського“ альбому», передбачив підйом мелодії у ключових місцях, коли мовець/оповідач піднімає очі на небо, звертаючись до Господа. Станом на лютий 2008 року було продано понад 15.000 копій за даними NMC.
У лютому 2008 року Mifal HaPayis, ізраїльська лотерея, оголосила його переможцем мистецької нагороди Landau Award for Stage Arts. 
Меїр Банай помер від раку 12 січня 2017 року у мошаві Хемед.
Тал Сондак, який представляв Ізраїль на Євробаченні 2001 року, казав, що Меїр Банай вплинув на нього як на музиканта. 
У Меїра є син, теж співак, Ноам Банай. З дружиною він розлучився, коли синові виповнилося 10 років.

## Дискографія

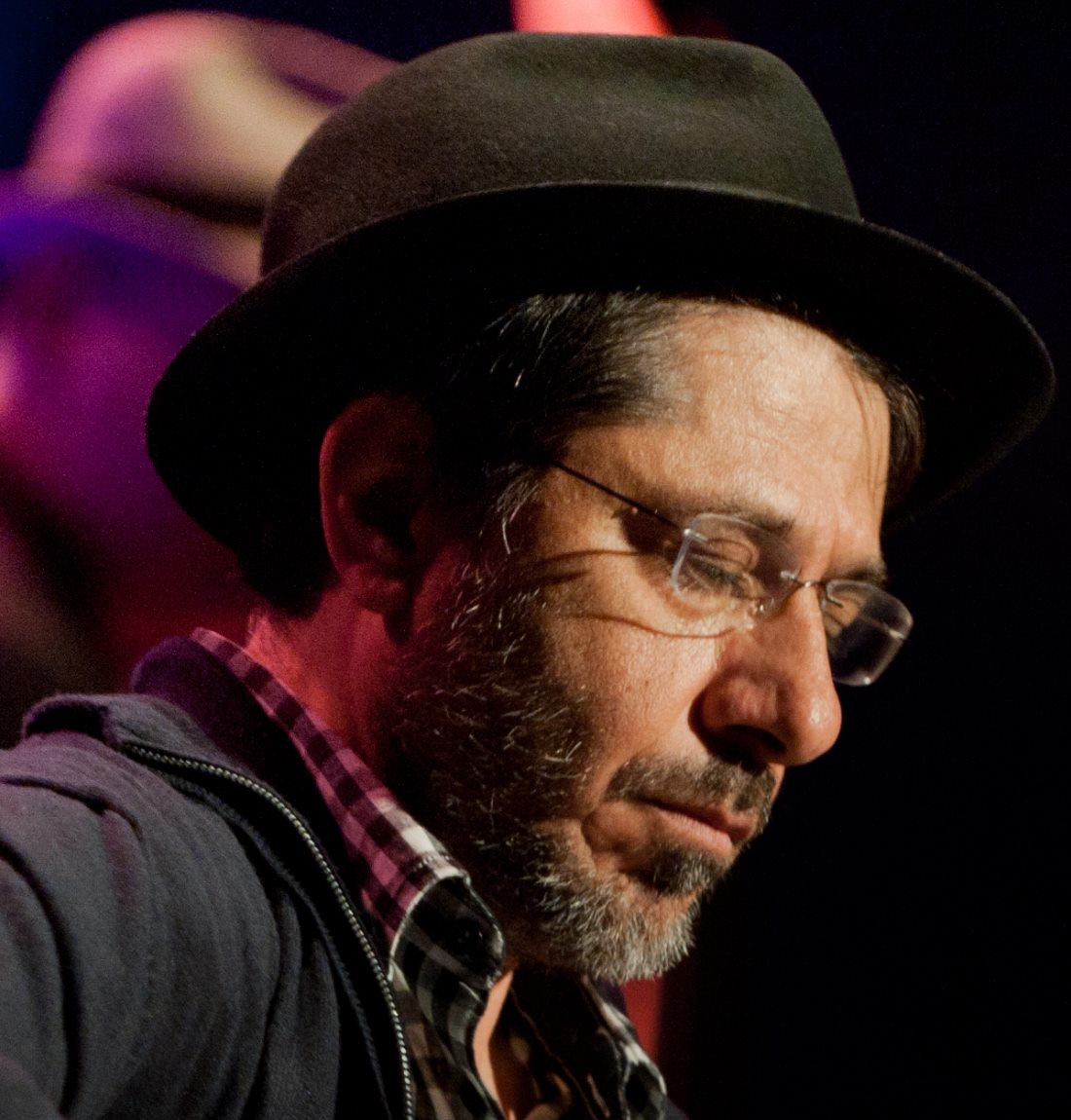
Банай у 2013 році

Меїр Банай випустив десять альбомів.

### Альбоми
- «Меїр Банай» (івр. מאיר בנאי) (1984)
- «Дощ» (івр. גשם) (1987)
- «Меїр Банай: наживо» (івр. מאיר בנאי: הופעה חיה) (1989)
- «Зміна кольорів» (івр. הצבעים משתנים) (1990)
- «У тому числі» (івр. וביניהם) (1992)
- «Мандрівна мелодія» (івр. מנגינת הנדודים) (1996)
- «Розбите серце» (івр. לב סדוק) (2001)
- «Як сильно люблять» (івр. כמה אהבה) (2002)
- «Меїр Банай: акустичний альбом» (івр. מאיר בנאי - האלבום האקוסטי) (2002)
- «Почуй мій голос» (івр. שמע קולי) (2007)
- «Як спокійне озеро» (івр. כמו אגם רוגע) (2011)